# Nyírbátor
Nyírbátor là một thành phố thuộc hạt Szabolcs-Szatmár-Bereg, Hungary. Thành phố này có diện tích 66,73 km², dân số năm 2010 là 12249 người, mật độ 184 người/km².